# Garden of the Arcane Delights
Garden of the Arcane Delights è il primo EP del gruppo musicale australiano Dead Can Dance, pubblicato il 17 agosto 1984 dalla 4AD.

## Tracce
Testi e musiche dei Dead Can Dance.
Lato A
1. Carnival of Light – 3:32
2. In Power We Entrust the Love Advocated – 4:11

Lato B
1. The Arcane – 3:49
2. Flowers of the Sea – 3:28

## Formazione
Crediti tratti dalla riedizione di Dead Can Dance del 2008.
Gruppo
- Brendan Perry – voce, strumentazione
- Lisa Gerrard – voce, strumentazione
- James Pinker – strumentazione
- Scott Roger – strumentazione
- Peter Ulrich – strumentazione

Produzione
- Dead Can Dance – produzione
- Joe Gillingham – ingegneria del suono
- Kenny Jones – ingegneria del suono